# José María Cabral (réalisateur)
Pour les articles homonymes, voir Cabral et José María Cabral.
José María Cabral, né le 24 juillet 1988 à Saint-Domingue (République dominicaine), est un réalisateur, scénariste et producteur dominicain.

## Filmographie

### Comme scénariste et réalisateur
- 2007 : Traición oculta
- 2008 : Excexos
- 2009 : Un Millón por Sobeida
- 2009 : 15 Minutos
- 2010 : Espejitos por Oro
- 2010 : Súbete al Progreso
- 2012 : Bipolítica
- 2012 : Jaque Mate
- 2013 : Arrobá
- 2014 : Despertar
- 2015 : Detective Willy
- 2017 : Carpinteros